# Скопинов, Георгий Феофанович
Гео́ргий Феофа́нович Ско́пинов (1902 — ?) — советский государственный деятель, депутат Верховного Совета РСФСР III созыва.

## Биография
Родился в 1902 году в деревне Чернево-Оселок Переславского уезда Владимирской губерния Российской империи в семье крестьянина-середняка. После окончания школы в 16-летнем возрасте поступил на телеграф учеником и с 1918 года работал телеграфистом на различных станциях Северных железных дорог. В 1923 году вступил в комсомол, а в 1926 — в ВКП(б). В 1924—1925 гг. служил в рядах РККА, затем поступил на работу на работу в волостной исполком и вскоре был избран его председателем. В 1928 году выдвинут на должность заведующего уездным земельным управлением. В дальнейшем работал председателем исполкома Гаврилово-Посадского районного Совета депутатов трудящихся Ивановской области. В 1932—1937 гг. возглавлял среднюю школу в г.Гаврилов Посад, а затем вернулся на советскую работу.
- 1939—1942 — заведующий Управления местной промышленности исполкома Ивановского областного Совета депутатов трудящихся
- 1942—1947 — заместитель председателя исполкома Ивановского областного Совета депутатов трудящихся
- 1947—1949 — заочная учёба в Высшей партийной школе при ЦК ВКП(б), по окончании которой направлен в Сахалинскую область
- 1949—1958[2] — заместитель председателя исполкома Сахалинского областного Совета депутатов трудящихся[1]

В январе 1951 года выдвинут общими собраниями рабочих, инженерно-технических служащих Корсаковского порта, Северо-Невельского рыбокомбината, Песчанского рыбозавода, Южно-Сахалинского зверокомбината и общим собранием колхозников сельскохозяйственной артели имени Кирова единственным кандидатом в депутаты Верховного Совета РСФСР III созыва от Корсаковского избирательного округа № 545 (зарегистрирован 17 января). Избран на выборах 18 февраля 1951 года
В 1957 году был председателем Сахалинского областного оргкомитета Всероссийского общества содействия строительству и охране городских насаждений.